# Maggie és Bianca – Divatból jeles
A Maggie és Bianca – Divatból jeles (eredeti cím: Maggie And Bianca Fashion friends) 2016-ban indult olasz televíziós filmsorozat, amelynek alkotója Iginio Straffi. A főszereplői Emanuela Rei és Giorgia Boni. A tévéfilmsorozat a Rainbow S.r.l és a 
Rai Fiction gyártásában készült. Műfaját tekintve szituációs komédiasorozat. Olaszországban 2016. augusztus 29-étől a Rai Gulp vetíti, Magyarországon 2017. február 27-étől a Megamax sugározza.

## Szereplők
| Szereplő              | Eredeti hang      | Magyar hang              |
| --------------------- | ----------------- | ------------------------ |
| Maggie Davis          | Emanuela Rei      | Czető Zsanett            |
| Bianca Lussi          | Giorgia Boni      | Kántor Kitty             |
| Jacques Bertrand      | Sergio Ruggeri    | Baráth István            |
| Quinn O'Connor        | Luca Murphy       | Ungvári Gergő            |
| Eduard Zonte          | Sergio Melone     | Berkes Bence             |
| Yuki Abe              | Tiffany Zhou      | Hermann Lilla            |
| Nausica Bianchetti    | Federica Corti    | Gulás Fanni              |
| Leonardo Garcia "Leo" | Federico Pedroni  | Markovics Tamás          |
| Allison Tucker        | Elia Nichols      | Böhm Anita               |
| Preside Maffei        | Alvaro Gradella   | Forgács Gábor            |
| Zio Max               | Walter Leonardi   | Petridisz Hrisztosz      |
| Marco Ferrari         | Simone Lijoi      | Pál Tamás                |
| Rachel Davis          | Greta Bellusci    | Pupos Tímea Simonyi Reka |
| Alberto Lussi         | Paolo Romano      | Élő Balázs               |
| Dolores Cortés        | Clelia Piscitello | Bókai Mária              |

## Epizódok
| #   | Hivatalos cím                                         | Hivatalos premier    | Magyar premier                         |
| --- | ----------------------------------------------------- | -------------------- | -------------------------------------- |
| 1.  | Il mio sogno (Egy álom valóra válik)                  | 2016. augusztus 29.  | 2017. február 27. - 2017. november 28. |
| 2.  | Peggiori amiche (Helyek amelyeket a magaménak érzek)  | 2016. augusztus 30.  | 2017. február 28. - 2017. december 1.  |
| 3.  | Primo giorno di scuola (Kezdődik az iskola)           | 2016. augusztus 31.  | 2017. március 1. - 2017. december 2.   |
| 4.  | Fotografare la moda                                   | 2016. szeptember 1.  | 2017. március 2. - 2017. december 2.   |
| 5.  | Il giorno più bello                                   | 2016. szeptember 2.  | 2017. március 3. - 2017. december 3.   |
| 6.  | Mai senza il portafortuna                             | 2016. szeptember 3.  | 2017. március 6. - 2017. december 4.   |
| 7.  | Modella per un giorno                                 | 2016. szeptember 4.  | 2017. március 7. - 2017. december 4.   |
| 8.  | Impossibile sfuggire all'amore                        | 2016. szeptember 5.  | 2017. március 8. - 2017. december 5.   |
| 9.  | Nei suoi panni                                        | 2016. szeptember 6.  | 2017. március 9. - 2017. december 5.   |
| 10. | Il ricatto                                            | 2016. szeptember 7.  | 2017. március 10. - 2017. december 5.  |
| 11. | I predatori dell'esame perduto                        | 2016. szeptember 8.  | 2017. március 13. - 2017. december 6.  |
| 12. | Il fantasma dell'accademia                            | 2016. szeptember 9.  | 2017. március 14. - 2017. december 7.  |
| 13. | Il concerto perfetto                                  | 2016. szeptember 10. | 2017. március 15. - 2017. december 7.  |
| 14. | Il passato che torna                                  | 2016. szeptember 22. | 2017. március 16. - 2017. december 7.  |
| 15. | Miss Venice                                           | 2016. szeptember 23. | 2017. március 17. - 2017. december 8.  |
| 16. | L'anniversario della scuola (Az iskolánk évfordulója) | 2016. szeptember 23  | 2017. március 20. - 2017. december 9.  |
| 17. | Questione di stile                                    | 2016. szeptember 24. | 2017. március 21. - 2017. december 9.  |
| 18. | Le elezioni                                           | 2016. szeptember 24. | 2017. március 22. - 2017. december 9.  |
| 19. | Mi fido di...                                         | 2016. szeptember 25. | 2017. március 23. - 2017. december 10. |
| 20. | Niente maschera, niente festa!                        | 2016. szeptember 25. | 2017. március 24. - 2017. december 11. |
| 21. | Nessuno dica "CoolGhost"                              | 2016. szeptember 26. | 2017. március 27. - 2017. december 11. |
| 22. | La prima sfida                                        | 2016. szeptember 26. | 2017. március 28. - 2017. december 11. |
| 23. | La semifinale                                         | 2016. szeptember 27. | 2017. március 29. - 2017. december 12. |
| 24. | Fai la cosa giusta                                    | 2016. szeptember 27. | 2017. március 30. - 2017. december 13. |
| 25. | Il grande Lockart                                     | 2016. szeptember 28. | 2017. március 31. - 2017. december 14. |
| 26. | La grande sfilata                                     | 2016. szeptember 28. | 2017. március 31. - 2018. január 4.    |